# Ilie Pintilie
Ilie Pintilie (n. 11 februarie 1903, Iași – d. 10 noiembrie 1940, Doftana) a fost un lider comunist român, mort în urma cutremurului din anul 1940 în închisoarea Doftana.

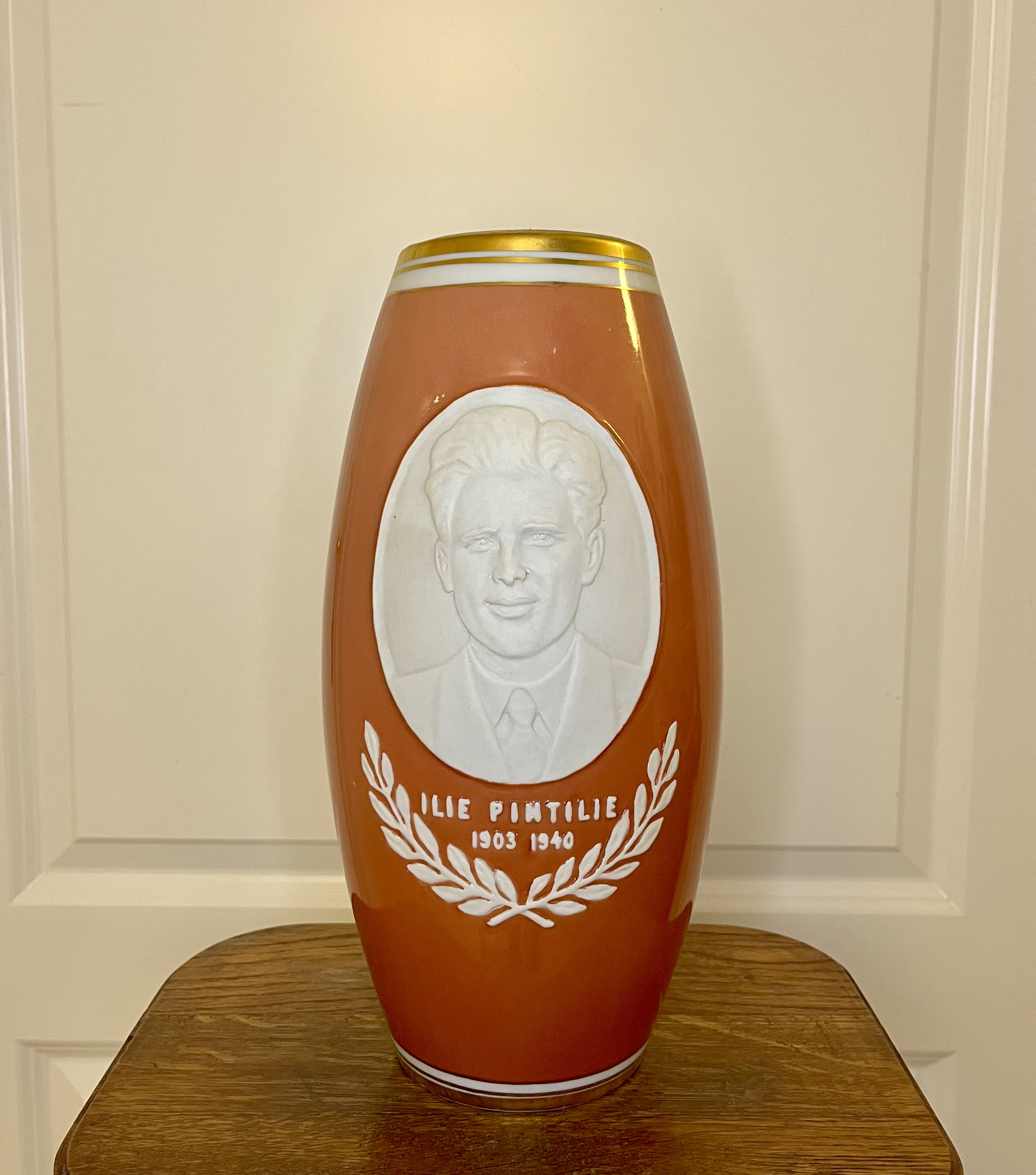
Ilie Pintilie, vaza portelan, cultul personalitatii, Iris Portelan Cluj

Era de profesie muncitor feroviar. Ilie Pintilie a participat la organizarea marilor acțiuni greviste din februarie 1933, coordonând sindicatele de la Atelierele CFR din Iași, Cernăuți și Pașcani și ținând legătura cu comuniștii de la Atelierele CFR Grivița prin oamenii lui Gheorghe Gheorghiu-Dej.
A fost arestat și închis la închisoarea Doftana, unde a fost șef al celulei comuniste din închisoare, fiind contestat de către Gheorghe Gheorghiu-Dej, care-i va succede ulterior. Pintilie a murit în urma cutremurului din data de 10 noiembrie 1940, sub zidurile Doftanei.
După instaurarea regimului comunist, a fost trecut în galeria comuniștilor ilegaliști. Un număr mare de străzi au primit numele lui Ilie Pintilie.
Casa în care s-a născut a devenit Casa memorială Ilie Pintilie, dărâmată după căderea regimului comunist.
După construirea Mausoleului Eroilor Comuniști din Parcul Carol, osemintele sale au fost amplasate într-o criptă aflată în semicercul din jurul monumentului, de unde au fost exhumate în anul 1991, odată cu dezafectarea mausoleului, fiind mutate într-un alt cimitir.

## Biografie
A fost fiul cel mai mic a lui Atanasie Grovionevici, 1870-1933 și a lui Maria Pintilie, 1881-1924.
El mai avea un frate: Paul Pintilie, 1900-1994. Părinții săi erau agricultori și trebuia să meargă cu ei la câmp pentru efectuarea temelor. Vara adesea mergea la bunicii din partea mamei: Gheorghe Pintilie,1841-1916 și Ioana P. Bănică,1851-1939. La vacanța de paști el mergea până în Rusia la bunicii din partea tatălui: Preslov Grovionevici, 1830-1895 și Anastasia Prácoskioner, 1830-1872.

## In memoriam
- În 1962, în fața sediului CAP din Iecea Mare a fost amplasat un bust al lui Ilie Pintilie, realizat de sculptorul timișorean Victor Gaga. După evenimentele din 1989, localnicii au vandalizat bustul, prin decapitare. În prezent bustul fără cap continuă să se găsească pe amplasamentul original.[2]

- La 5 noiembrie 1947, în cadrul unei festivități, în curtea din fața Atelierelor Principale CFR din Arad, pe strada Petru Rareș nr. 3, a fost dezvelit bustul din bronz al lui Ilie Pintilie, considerat „Erou al clasei mncitoare”. Bustul, ridicat pe un postament din beton se află și în prezent în acest loc.[3]

- În mijlocul parcului Așezămintelor Brătianu din București, din bulevardul Dacia, pe locul statuii lui Ionel Brătianu, a fost amplasat bustul lui Ilie Pintilie, realizat din bronz de către sculptorul Nestor Culluri și așezat pe un soclu îmbrăcat în marmură albă. Sub bust, pe soclu, se găsea o placă cu inscripția:

ILIE PINTILIE / NĂSCUT LA 11? FEBRUARIE 1900 / MEMBRU AL COMITETULUI CENTRAL / AL PARTIDULUI COMUNIST DIN ROMÂNIA / UCIS DE REGIMUL FASCIST LA / ÎNCHISOAREA DOFTANA / LA 10 NOIEMBRIE 1940.
Bustul lui Ilie Pintilie din București a fost așezat în spatele vechiului muzeu de istorie a P.M.R. str. Biserica Amzei.
- Veronica Porumbacu a publicat în 1953 la Editura Tineretului un volum de versuri, cu 50 de pagini, intitulat „Ilie Pintilie”.

- În 1945, Fabrica de timbre a emis o serie comemorativă dedicată victimelor teroarei (sic!) hitleriste, cu doi eroi omagiați: Ilie Pintilie și Andrei Bernath, un comunist ilegalist și erou al rezistenței antifasciste, ucis în lagărul de la Râbnița (în 1944) și omagiat de Poșta Română printr-un timbru emis în 1945.[5]

- Mihail Novicov, Ilie Pintilie – biografie Antetitlu: Institutul de istorie a partidului de pe lîngă C. C. al P. M. R. Editura de Stat pentru Literatură Politică, 103 p., București, 1958.[6]